# 末法思想
末法思想（まっぽうしそう）とは、釈迦が説いた正しい教えが世で行われ修行して悟る人がいる時代（正法）が過ぎると、次に教えが行われても外見だけが修行者に似るだけで悟る人がいない時代（像法）が来て、その次には人も世も最悪となり正法がまったく行われない時代（＝末法）が来る、とする歴史観のことである。

## 歴史

### インド
正しい教えは次第に衰え、やがて滅びる、とする考え方は、仏教の初期の段階の経や律にすでに含まれている。初期経典の犍度には、正法はもともと千年続くはずだったのが、女人の出家が許されたために正法が五百年になってしまったという記述がある。
最初はこうした考え方は修行者に対して訓戒として説かれていたらしい。だが実際に教団内で争いが激しくなったり、異民族の侵略が起きるようになると、「形だけの偽仏教の横行」や「正法の滅尽」という内容が、より現実感をともなって受け入れられるようになった。
6世紀、エフタルの王ミヒラクラはインド侵攻と仏像破壊を行った（インドにおける仏教の弾圧）。同時期に成立したとみられる『大集経』（正式名『大方等大集経』）にはこの影響が含まれており、「末法」の概念も生まれた。大集経には「我が滅後に於て五百年の中は解脱堅固、次の五百年は禅定堅固、次の五百年は読誦多聞堅固、次の五百年は多造塔寺堅固、次の五百年は我が法の中に於て闘諍言訟して白法隠没せん」とある。つまり最後の500年では仏教徒の間で論争が闘わされ、正しい教えが隠没してしまう、とある。なお釈迦の生没年は不明であり諸説ある。
大乗仏教経典には「末の世」という表現は様々な形で現れる。また、こうした時代にこそ仏や菩薩が真の法を説く、と強調する経典もある。

### 中国
末法思想は、中国では隋・唐代に盛んとなり、三階教や浄土教の成立に深い関わりを持った。その早期の例としては、北斉・陳の天台宗二祖・南嶽慧思によって記された「立誓願文」に見られるし、隋代以降千年にわたって継続される房山雲居寺の石経事業も、末法思想によるものである。
日本の末法思想は中国からの影響が大きいが、日本ほど広まらなかった。末法到来年次も定説がなかった。

### 日本
末法思想の萌芽は仏教の世俗化が進んだ頃、『続日本紀』天平宝字四年七月条（760年）や『日本霊異記』などに記述がある。平安初期には（まだ一般的ではなかったものの）すでに伝教大師最澄や景戒には、末法であるとの自覚が見られる。
末法到来年次について定説はなかったが、10世紀になると1052年説が広まった。日本では『周書異記』を根拠に釈迦入滅を紀元前949年として、1052年（永承7年）を末法元年とした。末法の到来は人々に恐れられ、盛んに経塚造営が行われた。
最澄が著した（とされるが現在では偽書とみられている）『末法燈明記』の中には「正像やや過ぎ終って末法甚だ近きにあり法華一乗の機、今正しく是れその時なり何を以て知る事を得ん 安楽行品にいわく末法法滅の時なり」と末法が近づいている旨が書かれている。最澄の著作として広まった『末法燈明記』は、現在は末法であって無戒の時代であることを強調するものであり、これは仏教と社会が混乱している時代に育った鎌倉新仏教の祖師たちに大きな影響を与えた。
1052年、つまり平安時代末期は貴族の摂関政治が衰え院政へと向かう時期で、また武士が台頭しつつもあり、治安の乱れも激しく、世の不安は増大しつつあった。また仏教界も僧兵・強訴の台頭によって退廃していった。このように仏の末法の予言が現実の社会情勢と一致したため、人々の現実社会への不安は一層深まり、この不安から逃れるため厭世的や急進的な思想に傾倒していった。
鎌倉時代、法然を開祖とする浄土宗は末法思想に立脚し、末法濁世の衆生は阿弥陀仏の本願力によってのみ救済されるとし称名念仏による救済を広めた。浄土真宗の開祖親鸞は、師・法然の末法観を受け継ぎつつも、「正像末の三時には　弥陀の本願ひろまれり」「像法のときの智人も　自力の諸教をさしおきて　時機相応の法なれば　念仏門にぞいりたまふ」（正像末和讃）と説く様に、正法・像法・末法といった時代を超えて受け継がれてきた念仏の普遍性を強調した。
また同時期、日蓮も末法思想を真剣に受け止め、末法であるからこそ信じて行うべき法を求め、法華経こそが正しい教えであるとし（法華一乗）、南無妙法蓮華経と唱えることを広めた。一方、栄西や、曹洞宗を開いた道元は、釈迦在世でも愚鈍で悪事を働いた弟子もいたことや、末法を言い訳にして修行が疎かになることを批判した。そして修行に努めることを説いた。
室町時代後期、戦国時代に入ると、寺社勢力は金融の担い手となっており度々土一揆に襲われたり、千年近くかけて有力寺社が自墾・寄進で増やしてきた寺社本所領が地方豪族によって横領されるなど寺社の経営基盤が大きく揺らいだ。また、この時代の寺社の多くは土一揆に備えたことをきっかけとして施設を要塞化、僧侶は武装、僧兵と化し、日々の修行よりも戦いに明け暮れ、人を殺めるようになり、浄土真宗（一向宗）や比叡山のように戦国大名と交戦したものもあった。また東大寺のように施設を拠点に利用され戦乱の舞台となり焼失した事例も少なくない。
一方で鎌倉仏教=民衆仏教史観を批判する研究者の森新之介は、「末法」「末代」「末世」の異同に関して論じた専論は明治から今日に至るまで全く存在しないにもかかわらず、全てが末法（思想）と同義として扱われていると批判し、従来、区別せずに用いられていた「末法」「末代」「末世」に関して、「末代」や「末世」の語源は儒教・道教などの古代中国思想に由来する用語であって末法および末法思想とは直接的な関係は無いとし、日本の平安から鎌倉にかけて人々に強い影響を与えたのは、実際の災害や飢饉などと漢学の知識が結びつけられた「末代（観）」であって、末代との関係が薄い末法思想は当時の社会には限定的な影響しか与えなかった、と主張している。